# Дикова, Мария Денисовна
Мария Денисовна Дикова (1879—1974) — советская актриса.

## Биография
Родилась 13 ноября 1879 года.
Работала в Харьковском драматическом театре им. Шевченко.
Умерла в 1974 году в Москве. Похоронена на Николо-Архангельском кладбище.

### Семья
Сестра Дикого А. Д.
Её муж — актёр, режиссёр и театральный деятель А. Л. Суходольский, держал труппу в Харькове.
О нём Мария Денисовна написала книгу: «Актёр, режиссёр, драматург» (1945).